# Juan B. Delgado Altamirano
Juan B. Delgado Altamirano  (* 26. August 1868 in Santiago de Querétaro; † 8. März 1929 in Mexiko-Stadt) war ein mexikanischer Botschafter und Dichter.

## Leben
Juan B. Delgado Altamirano war der dritte Sohn von Etelvina Altamirano y Monterde und Coronel Juan María Delgado Amaya.
Er wurde auf den Namen Juan Federico Francisco de Jesús getauft.
1874 starb sein Vater.
Er wurde von Eduardo Altamirano Monterde dem Bruder und Fernando Altamirano Carbajal dem Halbbruder seiner Mutter finanziell unterstützt.
Zunächst studierte in Queretaro, vier Jahre am Priesterseminar Latein.
Dann ging er nach Mexiko-Stadt, wo er an der Escuela Nacional Preparatoria (Mexiko) das Abitur machte und am Instituto Médico Nacional, das Onkel Fernando Altamirano Carbajal leitete Medizin.
1894 kehrte nach Queretaro zurück und veröffentlichte sein erstes Buch Juveniles.
Ein Exemplar sandte er am 27. April 1894 an José Manuel Othon.
Aus dem sich darauf entwickelnde Briefverkehr wurden die Briefe von Othon unter dem Titel Epistolario de Othón von Jesus Zavala veröffentlicht.
Er begleitete das Personal des Instituto Médico Nacional zu Exkursionen in die Sierra Petatlan.
Das Medizinstudium verfolgte er nicht weiter, sondern wurde von 1895 bis 1897 Exkursionsbegleiter.
Diese Reisen inspirierten den Dichter zu seinem Buch Natura, das unter dem Titel Canciones del Sur veröffentlicht wurde.
1907 lebte Delgado in Monterrey, Nuevo León als Direktor der Stadtbibliothek und Lehrer an einer Schule.
Am 26. März, 1908 heiratete Delgado zivil María de Jesús Gómez de la Cortina standesamtlich in der Kapelle, in Querétaro und am folgenden Tag kirchlich.
1908, trat Delgado in den auswärtigen Dienst und wurde Konsul in Managua ernannt, was ihn zu dem Buch El País de Rubén Darío inspirierte, das in Paris
veröffentlicht wurde.
1908 wurde er unter dem Namen Alicandro Epirótico, Mitglied der Arcadia in Rom.
1909 wurde er in der Secretaría de Relaciones Exteriores beschäftigt und saß den Schönen Künsten der Prepa vor.
1912 wurde er mit diplomatischen Missionen in Madrid und Paris betraut.
Innerhalb der mexikanischen revolutionären Bewegung, stand er auf Seiten von Venustiano Carranza, und arbeitete mit der Regierung in Mexiko und Queretaro.
1916 veröffentlichte er seine Anthologie der Revolutionären Poesie, eines der ersten Gedichte zusammengestellter Arbeit dieser neuen Etappe des Landes (?).
1918 wurde er korrespondierendes Mitglied der Academia Mexicana de la Lengua und als 1923 José López Portillo y Rojas starb, wurde er auf dessen Sitz mit der Nummer vier gewählt.
1919 wurde er zum Botschaftssekretär erster Klasse befördert und an die Botschaft in Rom geschickt.
Im Jahr 1923 kehrte er nach Mexiko zurück, wo er bis 1926 in der General Claims Commission arbeitete. Von 1923 bis 1926 war er Mitglied in der Comisión General de Reclamaciones entre México y los Estados Unidos.
1926 wurde er wegen einer Herzkrankheit in den Ruhestand versetzt.
Im Juni 1923 wurde er Fellow des mexikanischen Akademie für Sprache, wo er den Lehrstuhl Nummer IV übernahm als Nachfolger von Don José López Portillo y Rojas [5].

## Poetisches Werk
- Juveniles, 1894
- Natura, 1898
- Canciones del Sur, 1900
- El Poema de los Árboles (también en 1907), 1901
- El País de Rubén Darío, 1908
- Gesta de mi Ciudad, 1913
- Alma Vernácula, 1914
- Florilegio de Poetas Revolucionarios (Antología), 1916
- París y otros Poemas, 1919
- Bajo el Haya de Títiro, 1920
- El Cancionero Nómada, 1922

| Vorgänger                | Amt                                                                         | Nachfolger                                  |
| ------------------------ | --------------------------------------------------------------------------- | ------------------------------------------- |
| José Almaraz             | mexikanischer Botschafter in Managua 4. Dezember 1920 bis 13. Januar 1923   | Eduardo Ruiz                                |
| Alberto C. Franco        | mexikanischer Botschafter in Guatemala 4. Dezember 1920 bis 12. Januar 1921 | Luis Caballero                              |
| Alfonso Herrera Salcedo  | mexikanischer Botschafter in Tegucigalpa 4. Dezember 1920 bis 1. April 1921 | Juan de Dios Bojórquez                      |
| Antonio Mediz Bolio      | mexikanischer Botschafter in Bogotá September 1921 bis 10. März 1922        | José Maximiliano Alfonso de Rosenzweig Díaz |
| Antonio Hernández Ferrer | mexikanischer Botschafter in San Salvador 19. März 1921 bis 28. März 1921   | José María Ferrer                           |